# Julia Minguillón Iglesias
Julia Minguillón Iglesias (Lugo, 17 de juliol de 1906 - Madrid, 22 d'agost de 1965) va ser una pintora gallega.
Està estretament vinculada a moviments artístics de les avantguardes a Galícia. La seva primera contribució de l'art té lloc el 1933. Va rebre en 1941 la medalla de primera classe de l'Exposició Nacional de Belles Arts atorgada per l'Estat espanyol per la seva obra Escuela de Doloriñas, la qual està exposada al públic al Museu provincial de Lugo. Es va casar el 1939 amb el periodista Francisco Leal Insua.